# Tachiramantis lentiginosus
Tachiramantis lentiginosus es una especie de anfibio anuro de la familia Craugastoridae.

## Distribución geográfica
Esta especie se encuentra entre los 1700 y 1768 m sobre el nivel del mar en la Cordillera de Mérida en:
- Venezuela en Guacharaquita en el estado de Táchira;
- Colombia en la frontera en el departamento de Norte de Santander.[3]

## Publicación original
- Rivero, 1984 "1982": Los Eleutherodactylus (Amphibia, Salientia) de los Andes venezolanos. 2. Especies Subparameras. Memoria de la Sociedad de Ciencias Naturales La Salle, vol. 42, n.º 118, p. 57-132.[4]